# 자밀리디니 아부두
자밀리디니 아부두 무앙제(프랑스어: Djamili-Dini Aboudou Moindze, 1996년 2월 16일~)는 프랑스의 권투 선수이다. 2024년 하계 올림픽에서 남자 슈퍼헤비급 동메달을 획득했으며 유럽 선수권 대회에서 동메달 1개를 획득했다.